# Coati de montagne
Nasuella olivacea
Genre
Espèce
Statut de conservation UICN

 NT  : Quasi menacé
Le coati de montagne (Nasuella olivacea) est un mammifère sud-américain de la famille des Procyonidae qui comprend aussi notamment les Ratons laveurs. On rencontre ce coati nain dans Nord des Andes. Il est traditionnellement considéré comme étant le seul membre du genre Nasuella, séparé des coatis de plus grande taille qui appartiennent au genre Nasua, mais cette distinction est remise en question fortement par la phylogénie moléculaire du XXIe siècle.

## Dénominations
- Nom scientifique valide : Nasuella olivacea  (Gray, 1865)[1],
- Noms vulgaires (vulgarisation scientifique) : Coati des montagnes[2],[3],[4] ou Coati de montagne[2] ou coati nain[réf. nécessaire],
- Noms vernaculaires (langage courant), pouvant désigner éventuellement d'autres espèces : coati.

## Morphologie
Ce coati possède une fourrure épaisse et rêche dont la couleur varie du brun olivâtre au roux. Les populations du Venezuela et de Colombie ont un sous-poil sombre, alors que celles de l'Équateur ont un sous-poil clair. La queue est gris jaunâtre, annelée de noir, et souvent tenue en l'air quand le coati marche ou se nourrit au sol. Sa tête est mince, avec un museau flexible, comme chez tous les coatis. Il possède 40 dents à crêtes aigües et à couronne basse.
Le Coati des montagnes a un poids moyen qui oscille entre 1,5 et 2,5 kg, soit deux fois moins que le plus petit des représentants du genre Nasua (Nasua nelsoni).

## Habitat et répartition
Ce coati est endémique du nord des Andes, à l'ouest du Venezuela, de la Colombie et de l'Équateur et au nord du Pérou. Il habite la forêt andine au-dessus de 2 000 mètres d'altitude.

## Classification
Cette espèce a été décrite pour la première fois en 1865 par le zoologiste britannique John Edward Gray (1800-1875).
La classification traditionnelle de ce coati est régulièrement remise en question à la faveur des études entreprises vers la fin du XXe siècle par la phylogénie moléculaire,.

### Liste des sous-espèces
Selon ITIS (30 mars 2015) et Mammal Species of the World (version 3, 2005)  (30 mars 2015) :
- sous-espèce Nasuella olivacea meridensis (Thomas, 1901) - considérée comme une espèce à part entière par l'UICN et classée En Danger
- sous-espèce Nasuella olivacea olivacea (Gray, 1865)
- sous-espèce Nasuella olivacea quitensis (Lönnberg, 1913)

## Statut et préservation
Nasuella olivacea est classé Quasi-menacée par l'UICN depuis 2016 (sous-espèce Nasuella olivacea meridensis non incluse).